# Origene

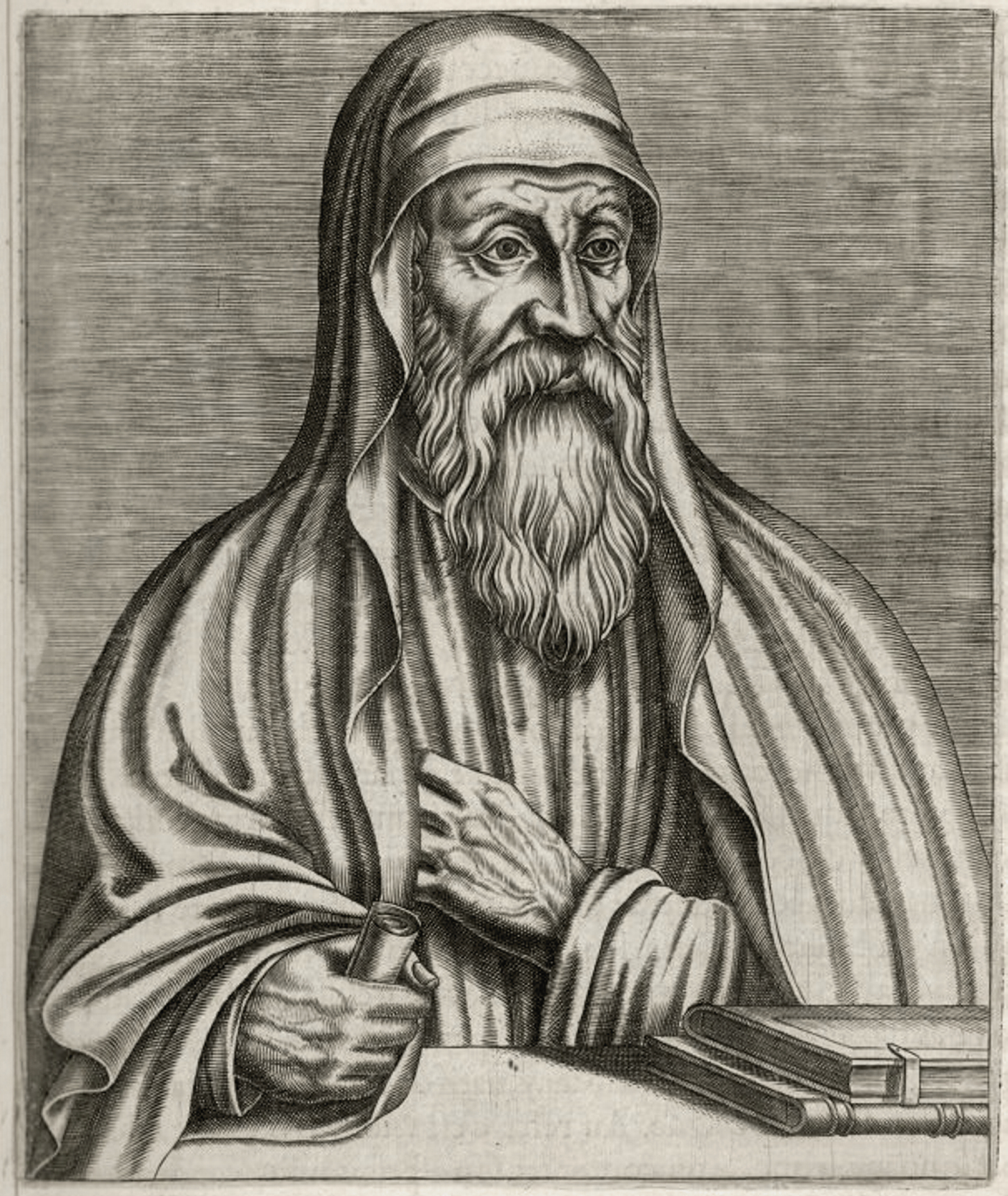
Origene

Origene, în greacă Ωριγένης, (n. 185 d.Hr., Alexandria, Imperiul Roman – d. 254 d.Hr., Cezareea Maritima, Prefectura pretoriană a Orientului, Imperiul Roman) a fost un învățat și teolog creștin considerat drept unul din cei mai reputați scriitori ai Bisericii din secolul al III-lea. Se crede că s-a născut în Alexandria (Egipt) și că a decedat la Tir în Fenicia sau la Caesarea în Palestina.

## Originea
Origene s-a născut pe la anul 185, la Alexandria, în Egipt, într-o familie creștină. Tatăl său, Sfântul Leonida, care a fost martirizat sub împăratul Septimius Severus, în anul 203, și care i-a fost primul său învățător, i-a insuflat gustul pentru citirea și studierea Sfintei Scripturi, gust pe care l-a păstrat întreaga viață. În cursul persecuțiilor creștine sub Septimius Severus, din anii 202–203 și-a dorit să fie și el martir, dar datorită mamei sale, care i-a ascuns îmbrăcămintea, nu a putut părăsi casa și în acest fel a fost salvat de la moarte.

## Studiile
Și-a completat studiile intelectuale cu neoplatonicul Ammonius Saccas, iar cele teologice cu Clemente Alexandrinul. Manifestă multe asemănări cu filosofii neoplatonici, cu Plotin chiar, existând argumente care pot duce la concluzia că Origene și Plotin au fost elevi ai aceluiași maestru (Ammonius Saccas). Era un tânăr genial și entuziast. Avea o inimă înfocată, unde ardea dorința de știință, de ascetism și de martiraj.

## Conducător de școală și scriitor creștin
În anul 203, la vârsta de 18 ani, este așezat în fruntea școlii catehetice Didascaleion din Alexandria, de către episcopul Demetrius al Alexandriei, în urma edictului lui Septimius Sever, când Clemente Alexandrinul, care conducea pe atunci școala, a fost nevoit să o părăsească. Și-a dedicat viața întreagă școlii. Și-a câștigat pe elevii săi nu numai prin știința sa vastă, dar și prin viața sa virtuoasă. A dus o viață foarte austeră, și exagerând austeritatea s-a castrat. Episcopul Demetrius a condamnat acest act al lui Origene și a refuzat să-l hirotonească, dar l-a lăsat în fruntea școlii. A călătorit la Roma, pentru a cunoaște „această Biserică foarte veche”, unde a ascultat o omilie a Sfântului Hippolyt. La vârsta de 25 de ani a început să studieze limba ebraică. Faima sa a trecut granițele țării. În urma persecuției  dezlănțuite de împăratul Caracalla, prin anii 215 sau 216 s-a refugiat în Cezareea Palestinei, fiind invitat de către episcopii din Cezareea și din Ierusalim să predice în bisericile lor. Demetrius, episcopul său, a fost nemulțumit de acest fapt, mai ales că Origene nu era preot, dar l-a invitat să-și reia locul în fruntea școlii. Pe la anul 218, Iulia Mammea, mama împăratului Alexandru Sever l-a chemat în Antiochia, pentru a-l cunoaște personal. De acolo, se reîntoarce la Alexandria, unde trăiește până în anul 230. Este perioada cea mai fecundă din viața sa. Scrie, în această perioadă, „Hexaplele” și „Octaplele”, iar către anul 230 îi apare opera sa cea mai importantă, „Peri-Archon”. Pentru a media unele neînțelegeri dintre biserici, Origene pleacă în Ahaia (Grecia), la Atena. De aici pleacă în Cezareea Palestinei, unde a fost hirotonit preot de către episcopii Teoctist de Cezareea și Alexandru al Ierusalimului, fără știrea episcopului său, deși era iregular, autovătămat, datorită faptului că se castrase. În acele biserici din Cezareea Palestinei și din Ierusalim nu existau canoane care să interzică preoțirea celor castrați. Reîntors la Alexandria, a fost judecat de către un sinod, fiind găsit vinovat de încălcarea canoanelor bisericești privitoare la hirotonire. A fost înlăturat de la școala alexandrină și exilat, iar apoi a fost depus din preoție, fapt comunicat tuturor bisericilor și, mai cu seamă, Bisericii din Roma. În anul 232, Biserica din Roma a confirmat, într-un conciliu, verdictul dat de conciliul condus de episcopul Demetrius al Alexandriei Egiptului. Fiind alungat din Egipt, s-a dus în Palestina, la episcopii care îl hirotoniseră și s-a stabilit în Cezareea Palestinei, unde a deschis o școală teologică. Aceasta întrecea prin faimă școala de la Alexandria, prin caracterul ei științific și care a atras numeroase personalități ale epocii: Grigore Taumaturgul, Atenodor, fratele său, Firmilian din Cezareea. Aici, Origene a predat 20 de ani, până la sfârșitul vieții sale, definitivându-și operele începute la Alexandria, Hexaplele și Octaplele. Tot la Cezareea, Origene a redactat respingerea lucrării lui Celsus, Discursul adevărat: Contra Celsum, unde se oglindește inima unui apostol, preocupat îndeosebi de convertirea sufletelor și de a face bine decât de a purta ură unui adversar.
În anul 238 a mers în Cezareea Capadochiei pentru a-l vizita pe Firmilian, iar în 244 a mers în Arabia pentru a-l converti pe Berilus de Lostra, un eretic modalist.

## Sfârșitul vieții
În timpul persecuției anticreștine (250 – 251) dezlănțuite de împăratul Decius, a fost aruncat în închisoare, în lanțuri, fiind torturat pentru credință, ca urmare a refuzului de a aduce sacrificii zeilor imperiali.
A murit, la Tir, în Fenicia, în anul 254. 
Alături de Clement din Alexandria, al cărui elev a fost mai întâi, Origene reprezintă perioada de maximă înflorire a Alexandriei intelectuale. Origene a fost un spirit ascuțit și pătimaș, scriind enorm, trăindu-și credința intens și îndrăznind până la autoflagelare. In ciuda anumitor fragmente din opera sa care sunt considerate eretice, Origene a fost un mare creștin.

## Opera
Origene a lăsat o operă imensă (șase mii de suluri de pergament), structurabilă astfel:
a) texte exegetice
- Scolii,
- Comentarii
- Omilii

b) texte teologice
- Despre principii, (anul 230) – primul tratat creștin de teologie sistematică. În partea a 4-a dezvoltă propriul său sistem de interpretare alegorică.
- Contra lui Celsus,
- Despre rugăciune,
- Exortație la martiriu,
- Convorbiri cu Heraclide,
- Despre Paște,
- Despre înviere,
- Despre naturi,
- Stromate – ultimele trei fiind pierdute.

- „Hexapla”. În cea mai mare parte, Hexapla consta din textul Vechiului Testament dispus pe 6 coloane paralele, așezate astfel: (1) textul ebraic; (2) textul ebraic transliterat cu caractere grecești; (3) versiunea greacă a lui Aquila, (4) versiunea greacă a lui Symmachus; (5) Septuaginta; (6) versiunea greacă a lui Theodotion;

## Doctrina

### Despre persoanele Sfintei Treimi
Doctrina lui Origene conține o evoluție datorată faptului că limbajul teologic al vremii era încă în formare și mai ales datorită angajării sale în numeroase polemici. De exemplu, într-o primă fază, Origene considera că Dumnezeul Treimic nu este absolut imaterial, având o „corporalitate” eterică, fără de care nu ar putea acționa. Ulterior își revizuie această credință și ajunge la vederi Ortodoxe. 
Astfel, cele Trei Persoane ale Sfintei Treimi sunt deosebite față de toate creaturile prin trei caracteristici: imaterialitate absolută, omnisciență și sfințenie substanțială. Ele sunt indivizibile ca ființă, ca prezență și activitate.
Există însă o particularitate a concepției origeniene despre sfera de acțiune a celor Trei Persoane divine: Tatăl este creatorul, Fiul este răscumpărătorul iar Duhul – sfințitorul. Această distribuire origeniană a „responsabilităților” persoanelor divine a stat la baza unor înțelegeri confuze și a considerării ideii că Origene ar fi instituit o ierarhie de tip plotinian în Sfânta Treime, idee susținută și de faptul că, după părerea lui Origene, Tatăl reprezintă principiul (arche), originea sau cauza (aitios) și sursa Trinității. 

### Polemici în jurul lui Origene
Au existat eretici ai vremii care și-au argumentat pozițiile prin autoritatea lui Origene, cărora Sfântul Vasile cel Mare și Sf. Grigore de Nazianz le-au răspuns că Origene fusese înțeles incorect.
S-a putut susține, astfel, că Triada plotiniană Unu – Intelect – Suflet se regăsește în gândirea lui Origene: „Unul” lui Plotin a fost identificat în lucrarea Despre principii  (Peri archon) cu Dumnezeu-Tatăl, de unde concluzia că Tatăl este supraființial. 
Dumnezeu-Tatăl (ca „principiu” și cauză) generează sau dă naștere Logos-ului sau Cuvântului, similar cu Intelectul plotinian și identic cu Dumnezeu-Fiul, a doua Persoană a Sfintei Treimi. Dumnezeu este unul, simplu, desăvârșit.
Logos-ul sau Cuvântul conține în El însuși exemplarele tuturor creaturilor (recunoaștem aici din nou Formele platonice, înțelese însă ca idei aflate într-un Intelect divin - nous), în acord cu care acestea sunt create. 
Această interpretare va deveni foarte cunoscută în Evul Mediu, prin intermediul lui Augustin și – la Ioan Scotus Eriugena – prin scrierile Pseudo-Areopagitice. 
Imediat după Logos se află Duhul (sau Spiritul) Sfânt, identificat cu Sufletul lui Plotin, după care urmează, în ierarhia creației, sufletele individuale. 
Adoptarea acestei structuri a reprezentat sursa unor dificultăți în doctrina lui Origene și a unor tensiuni între acesta și autoritățile ecleziale. În primul rând, lui Origene i-a fost atribuită tendința (antidogmatică) de a ierarhiza Persoanele divine în funcție de ordinea intervenției acestora în procesul creației, deși, pe de altă parte, Origene afirmă coeternitatea absolută a Cuvântului nenăscut cu Tatăl. 
În al doilea rând, posibilitatea apropierii origenismului de neoplatonism a permis identificarea Logos-ului cu Ideile și a Sufletului Universal cu sufletele individuale, făcând din om o ființă de natură divină. Totuși, Origene va deosebi Duhul Sfânt de sufletele individuale.
Creația („generarea”) este necesară și eternă, teză de asemenea problematică, deoarece aparent pune pe același plan generarea sufletelor individuale cu generarea celei de a Doua și a Treia Persoane divine. Deosebirea este că Dumnezeu intră în relație necesară cu Fiul și Duhul (Spiritul) Sfânt, dar într-o relație contingentă cu celelalte creaturi. Altfel spus, creația este necesară, dar relația dintre Creator și creaturi este contingentă. 
Formularea în acest fel a doctrinei creației a dus la apariția altor dificultăți în înțelegerea doctrinei origeniene de către contemporanii săi. Putem observa că dacă a Doua și a Treia Persoană ale Trinității sunt considerate creaturi, acuzația de Arianism la adresa lui Origene este una justă.

### Problema creației
O altă teză importantă a lui Origene este cea conform căreia creația este ex nihilo, adică „din nimic”. La început Dumnezeu era singur, neexistând o materie primordială din care să creeze ființele. Această concepție se deosebește de doctrina platonică a creației, în care Demiurgul are la dispoziție o materie și Forme. 
Origene argumentează adevărul acestei teze prin reducerea la absurd. Astfel, dacă ne imaginăm că a existat o materie primordială necreată, aceasta trebuie să fi existat ca un fel de substanță brută, necauzată și inexplicabilă. Dar aceasta înseamnă că nu există nici o rațiune suficientă pentru existența ei. Quod erat demonstrandum. Prin urmare, ipoteza preexistenței materiei nu este cu nimic mai plauzibilă decât cea a creației ex nihilo.
Lumea creată este o manifestare a Cuvântului. Cuvântul cunoaște pe Tatăl în întregime și din această cunoaștere produce toate cuvintele sau noțiunile posibile, acestea fiind la rândul lor făpturi libere, spirite, opere ale bunătății absolute. Ele își folosesc liberul arbitru pentru a se apropia de Dumnezeu. Unele se apropie mai mult, altele mai puțin, în funcție de credința și forța lor, rezultând astfel o ierarhie a spiritelor ce populează universul: pe treapta cea mai înaltă stau cetele îngerești necorporale, urmează îngerii ce au în grijă mișcarea astrelor, iar la urmă se află oamenii, spirite închise în trupuri. Fiecare creatură își ocupă în această ierarhie un loc ales în mod liber.

### Sufletul
Sufletul uman este nematerial, dar închis într-un trup. Originea sa este acea de spirit descins direct din Dumnezeu, dar în momentul închiderii în trup, a avut loc un fel de „înghețare” a acestui spirit . Dacă Iustin Martirul ezitase în a afirma acest lucru, tocmai pentru a nu identifica sufletul uman cu sufletul universal, Origene riscă această acuzație spunând că sufletul uman descinde (prin cauzare) direct din Dumnezeu. 
Sufletul se va întoarce, împreună cu toate lucrurile, la Dumnezeu, aceasta însemnând că sufletul va fi salvat.
Nu există infern, răul fiind un rezultat al voinței libere a sufletului și nu un apanaj al materiei. De fapt, pentru Origene sufletul pre-există, întruparea sa fiind o cădere, ca rezultat al unei alegeri rele deliberate. Regăsim aici imaginea platonică a trupului ca închisoare. 
Liberul arbitru nu este numai cauza căderii, ci și agentul recuperării distanței față de Dumnezeu. Ca ființă liberă, omul are în sine principiul mișcării spre bine. Deoarece este prin natura sa spirit asemănător lui Dumnezeu, sufletul uman este capabil, prin autocunoaștere și asceză, să refacă legătura pe care a pierdut-o. Îl are ca sprijin pe Hristos, al cărui spirit este singurul care, deși s-a întrupat, nu a pierdut nimic din identitatea sa divină. Jertfa lui Hristos este în acest fel un dar divin, cu care liberul arbitru al omului trebuie să colaboreze. Chiar și îngerii și, în final, întregul Univers, se vor întoarce la Dumnezeu prin intermediul lui Hristos.
Această teorie ne duce cu gândul spre ideea apokatastazei sau, cum remarcă É. Gilson, spre cosmogoniile gnostice. Totuși, se deosebește net de acestea din urmă prin optimismul său creștin. John Meyendorff apreciază că sistemul lui Origene este cel care are meritul de a fi făcut religia creștină acceptabilă în ochii neoplatonicilor.
Puterea lui Dumnezeu este finită și ea trebuie să fie astfel pentru a fi perfectă. Regăsim cu acest prilej un alt element al culturii grecești, familiar din argumentațiile pitagoriciene și parmenidiene. Pentru a fi perfectă (adică desăvârșită) o ființă trebuie să fie delimitată, definită, completă. Ceea ce este neclar, nedeterminat și nedefinit, este imperfect. 
Asertarea omnipotenței lui Dumnezeu ar da naștere unor paradoxuri care au marcat de altfel primele secole ale creștinismului, cum ar fi întrebarea dacă, în omnipotența sa, Dumnezeu poate să creeze o ființă mai perfectă decât El.